# Umm Sihridż
Umm Sihridż (arab. أم صهريج) – wieś w Syrii, w muhafazie Idlib. W 2004 roku liczyła 559 mieszkańców.